# Sh2-127
Sh2-127 è una piccola nebulosa a emissione visibile nella costellazione del Cigno.
Si individua sul bordo nordoccidentale della costellazione, vicino al confine con Cefeo; il periodo più indicato per la sua osservazione nel cielo serale ricade fra i mesi di luglio e dicembre ed è notevolmente facilitata per osservatori posti nelle regioni dell'emisfero boreale terrestre.
Sh2-127 è una regione di formazione stellare situata alla distanza di almeno 9700 parsec (oltre 31600 anni luce), mentre altri studi ne forniscono un valore di distanza ancora maggiore. La nebulosa consiste di due distinte componenti: WB89 85A è la più debole ed estesa, situata nella parte nordorientale, ed è ionizzata da una stella di classe spettrale O7; la seconda componente è più piccola ma coincide con una sorgente di onde radio più potente, WB89 85B, ed è ionizzata da una stella di classe O8.5. Entrambe le sorgenti si trovano sul bordo nordoccidentale di una nube molecolare, nella quale appaiono immerse. Due sorgenti di radiazione infrarossa sono state individuate dall'IRAS e sono note con le sigle IRAS 21261+5413 e IRAS 21270+5423.